# Herbert Rohde
Pour les articles homonymes, voir Rohde.
Herbert Rohde (né le 20 juillet 1885 à Bartenstein dans l'arrondissement de Friedland, Prusse-Orientale et mort le 14 février 1975 à Krefeld), est un avocat administratif prussien, administrateur d'arrondissement et président du district de Gumbinnen (1933-1945).

## Biographie
Herbert Rohde, docteur en droit, passe le grand examen d'État le 14 décembre 1912 et est chargé en 1914 de l'administration de l'arrondissement d'Eupen en tant que conseiller de gouvernement auprès du gouvernement royal prussien à Aix-la-Chapelle, après que l'ancien administrateur de l'arrondissement Walter The Losen (de) a été mis à la retraite provisoire le 6 août 1914. En automne 1916, il prend en charge l'arrondissement d'Heilsberg dans la province de Prusse-Orientale, tout d'abord également à titre de remplaçant, mais aussi à titre provisoire à partir de 1917. La même année, il est affecté comme commissaire civil en Belgique. Dès 1918, il reprend ses fonctions auprès du gouvernement de Gumbinnen. Depuis 1919, Rohde dirige par intérim l'arrondissement de Goldap en tant que conseiller de gouvernement jusqu'en mars 1920. De 1919 à 1921, il fait également partie du parlement provincial de Prusse-Orientale, où il rejoint le 19 avril 1920 le groupe parlementaire du DNVP. Il travaille ensuite auprès du président de la Prusse-Orientale, du ministère du Commerce et de la Chambre des métiers de la Prusse orientale à Königsberg. À partir du 25 mars 1933, il dirige le district de Gumbinnen en tant que président provisoire et, à partir du 1er avril 1933, à plein temps jusqu'en 1945.